# Hôtel Napoléon
Pour les articles homonymes, voir Napoléon (homonymie).
L’hôtel Napoléon est un hôtel parisien, situé à proximité de l’Arc de triomphe, au numéro 40 de l’avenue de Friedland, dans le 8e arrondissement. Il est meublé en style Directoire.

## Histoire

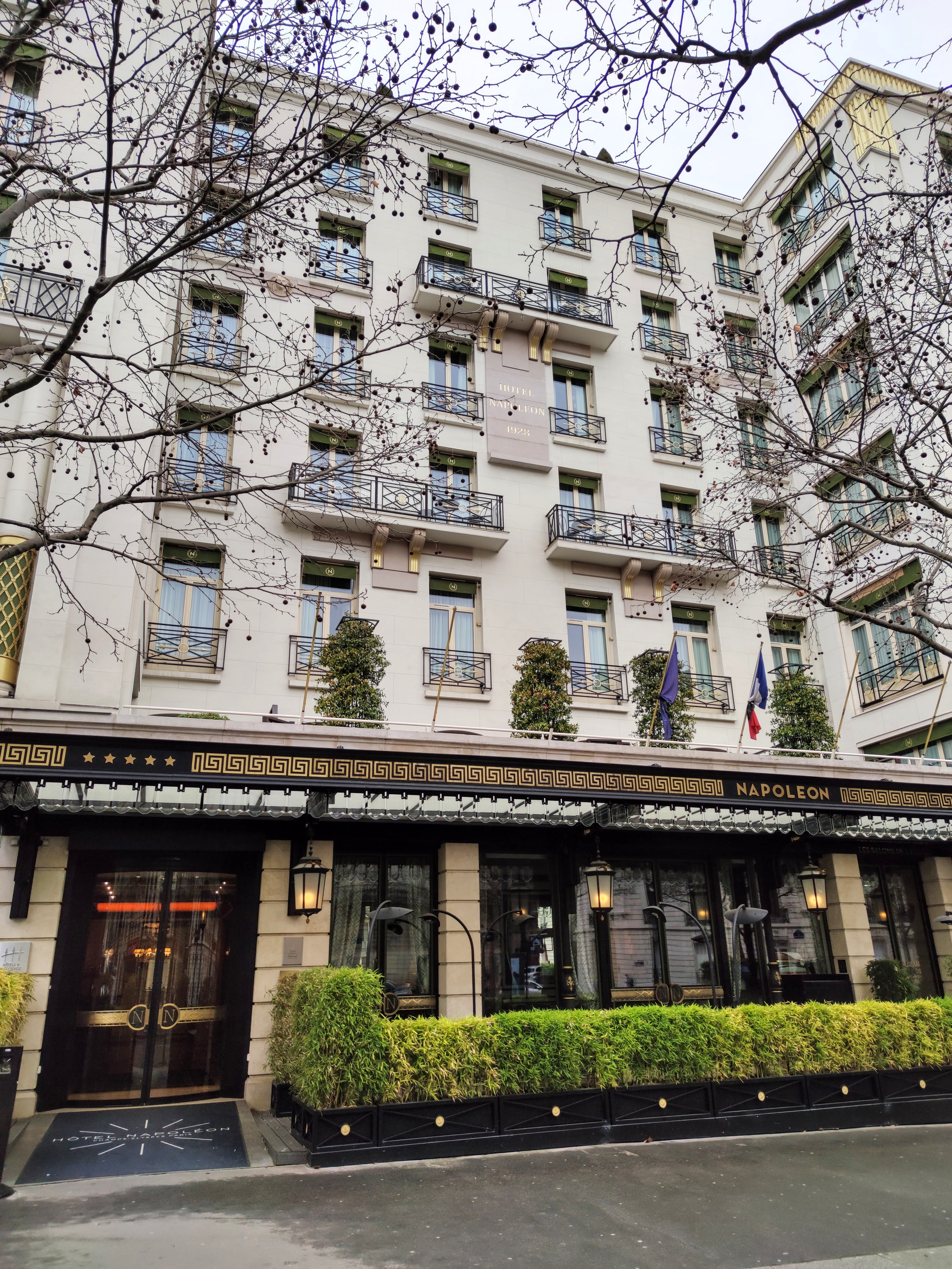
Façade de l’hôtel en 2021.

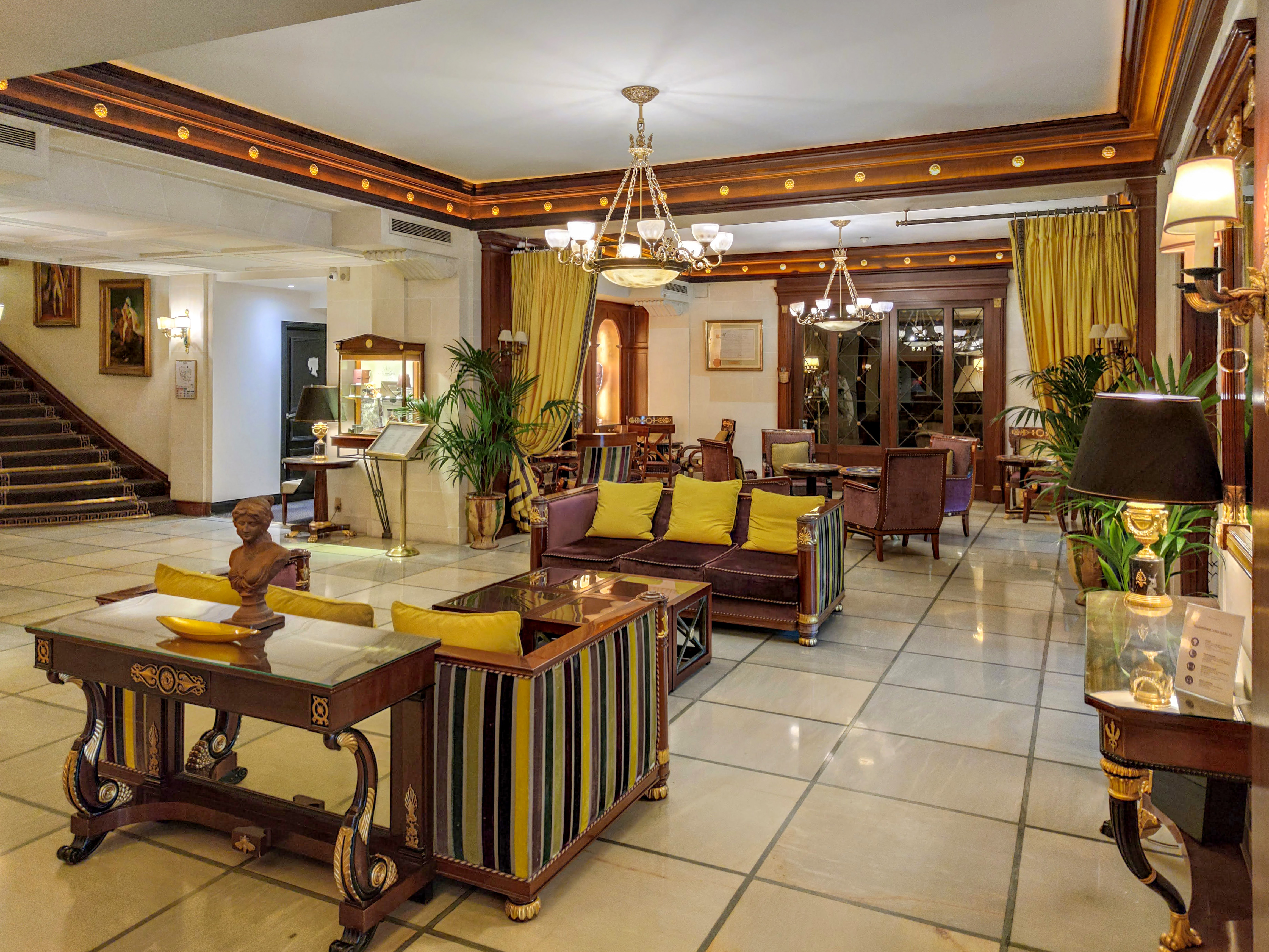
Hall de l’hôtel.

Le bâtiment est construit en 1923 pour le groupe hôtelier Martinez par l’architecte Henri Porteau, à l’emplacement de l’ancien hôtel particulier du comte de Tolstoï, comme résidence de luxe. Le bâtiment passe ensuite à la famille Rothschild, et est transformé en hôtel en 1928. Peu après son ouverture, il est acheté par l’homme d'affaires russe Alexandre Pavlovitch Kliaguine, qui l’offre en cadeau de mariage à l’étudiante française qu’il épouse. Tous deux y vivent ensuite pendant plusieurs années.
Après à la Libération de Paris en 1944, l’hôtel héberge des soldats américains.
Au cours de son histoire, l’hôtel a hébergé plusieurs célébrités comme Ernest Hemingway, John Steinbeck, Salvador Dalí, Errol Flynn, Orson Welles, Miles Davis, Joséphine Baker ou Ella Fitzgerald.
Le 2 mars 2013, l’hôtel Napoléon est classé cinq étoiles par Atout France.

## Cinéma
L’hôtel a servi de décor à plusieurs films :
- Razzia sur la chnouf d'Henri Decoin (1955) ; Henri Ferré, joué par Jean Gabin, y descend après son atterrissage à Orly.
- Le cave se rebiffe de Gilles Grangier (1961) ; Ferdinand Maréchal, joué par Jean Gabin descend à l'hôtel Napoléon, « comme d'habitude ».